# .km
.km는 코모로의 인터넷 국가 코드 최상위 도메인이다. 코모레스 텔레콤에서 관리한다.

## 2차 도메인
다음과 같은 2차 도메인을 사용할 수 있다.
- .com.km - 회사
- .coop.km - 협동조합
- .asso.km - 단체
- .nom.km - 개인(여기서 nom은 이름을 말한다.)
- .presse.km - 조직
- .tm.km - 상인
- .medecin.km - 의사
- .pharmaciens.km - 약사
- .edu.km - 대학교와 전문 조직
- .gouv.km - 정부
- .mil.km - 군사